# Xique Xique
Xique Xique är en ort i Brasilien.   Den ligger i kommunen Xique-Xique och delstaten Bahia, i den östra delen av landet, 800 km nordost om huvudstaden Brasília. Xique Xique ligger 406 meter över havet och antalet invånare är 35 433.
Terrängen runt Xique Xique är platt, och sluttar västerut. Det finns inga andra samhällen i närheten.
Trakten runt Xique Xique består i huvudsak av gräsmarker. Runt Xique Xique är det ganska glesbefolkat, med 29 invånare per kvadratkilometer.